# Europameisterschaften 1905
Als Europameisterschaft 1905 oder EM 1905 bezeichnet man folgende Europameisterschaften, die im Jahr 1905 stattfanden:
- Eiskunstlauf-Europameisterschaft 1905
- Inoffizielle Ringer-Europameisterschaften 1905
- Ruder-Europameisterschaften 1905